# Numboa porosa
Genre
Espèce
Numboa porosa, unique représentant du genre Numboa, est une espèce de copépodes de la famille des Rhynchomolgidae.

## Distribution
Cette espèce est endémique de Nouvelle-Calédonie. Elle se rencontre dans l'océan Pacifique.
Ce copépode est associée au scléractiniaire Psammocora contigua.

## Publication originale
- Humes, 1997 : Two new copepod genera (Poecilostomatoida) associated with the scleractinian coral Psammocora in New Caledonia. Zoologica Scripta, vol. 26, no 1, p. 51-60.